# Gilbert du Motier de La Fayette
Gilbert du Motier de La Fayette   (Chavaniac-Lafayette, 6 de setembre de 1757 - antic 1r districte de París, 20 de maig de 1834) més conegut pel seu títol nobiliari de marquès de la Fayette (en occità, marqués de La Faieta), fou un aristòcrata i militar francès que participà en les revolucions americana i francesa.
Amic dels revolucionaris americans com Benjamin Franklin o Thomas Jefferson, va participar en la Guerra d'Independència dels Estats Units, arribant a ser general i aconseguí l'ajut oficial de França a la causa americana. Va participar, de manera puntual, en la vida política francesa, de la Revolució Francesa a la Monarquia de Juliol, on es va distingir com un dels grans notables liberals, del partit patriota a "la Charbonnerie", passant pel grup dels constitucionals i el "Club des Feuillants". Mirabeau, que era el seu principal adversari en el partit patriota, li va posar el malnom de «Gilles César», en referència al dictador romà.